# 沒有鑰匙的盒子
《沒有鑰匙的盒子》（日语：鍵のない箱）是日本二人組合近畿小子的第34張單曲，於2014年11月12日由傑尼斯娛樂唱片公司發行。

## 概要
- 近畿小子睽違1年發行全新單曲「沒有鑰匙的盒子」。這次單曲再次邀請替「尚未化作淚水的哀傷」作詞者松井五郎填詞，如詩詞般的歌詞配上優美的小調快板旋律，完美呈現出近畿小子歌曲中特有的哀愁感，不朽的經典名曲再次誕生!
- 同時推出初回版A、初回版B、普通版，封面各不同。
- 初回版A收錄「沒有鑰匙的盒子 -Backing Track-」｢DVD 沒有鑰匙的盒子 Music Clip & Making」（初回版B、普通版未收錄）。
- 初回版B收錄「死於璀璨」、DVD ｢沒有鑰匙的盒子 Music Clip Another Ver. & Making」（初回版A、普通版未收錄）。
- 普通版收錄「No More Tears」「blue new moon」（初回版A、初回版B未收錄）。
- 本單曲延續紀錄，成為自出道以來新入Oricon銷量榜即奪取週間第一位的連續第34張單曲。初動共15.4萬張。

## 收錄歌曲

### 初回版A
1. 沒有鑰匙的盒子（鍵のない箱）
  - 作詞：松井五郎
  - 作曲：加藤裕介
  - 編曲：鈴木雅也
  - 和音編排：Ko-saku
2. 沒有鑰匙的盒子 -Backing Track-

#### DVD
1. 沒有鑰匙的盒子 Music Clip & Making

### 初回版B
1. 沒有鑰匙的盒子
2. 死於璀璨（キラメキニシス）
  - 作詞：堂島孝平
  - 作曲：堂島孝平
  - 編曲：CHOKKAKU
  - 和音編排：Ko-saku

#### DVD
1. 沒有鑰匙的盒子 Music Clip Another Ver. & Making

### 通常版
1. 沒有鑰匙的盒子
2. No More Tears
  - 作詞：岡田マリア
  - 作曲：DJ YUI、和田昌哉
  - 編曲：DJ YUI、和田昌哉
  - 和音編排：Ko-saku
3. blue new moon
  - 作詞：ans.
  - 作曲：YUMA
  - 編曲：HAL、furani
  - 和音編排：田原友洋

## 外部連結
- 鍵のない箱 - KinKi Kids (Johnny's Net) （页面存档备份，存于）
- 鍵のない箱 - KinKi Kids (Johnny's Entertainment) （页面存档备份，存于）